# ناحیه پیرس، شهرستان دیکلب، ایلینوی
ناحیه پیرس (به انگلیسی: Pierce Township) یک منطقهٔ مسکونی در ایالات متحده آمریکا است که در شهرستان دیکلب واقع شده‌است. ناحیه پیرس ۲۴۵ متر بالاتر از سطح دریا واقع شده‌است.